# Donam Lhundub
Donam Lhundub foi um Desi Druk do Reino do Butão, reinou de 1768 até 1773. Foi antecedido no trono por Druk Tendzin I, tendo-lhe seguido Kunga Rinchen.